# Telestes
Telestes je rod šaranki. 

## Vrste
Priznato je 14 vrsta koje spadaju pod ovaj rod:
- Telestes beoticus (Stephanidis, 1939.)
- Telestes croaticus (Steindachner, 1866.) (Hrvatski pijor)
- Telestes dabar (Boguckaja, Zupančič, Bogut & Naseka, 2012.)[2] (Dabarska gaovica)
- Telestes fontinalis (M. S. Karaman, 1972.) (Krbavski pijor)
- Telestes karsticus (Marčić, Buj, Duplić, Ćaleta, Mustafić, Zanella, Zupančič & Mrakovčić, 2011.) (Kapelska svjetlica)
- Telestes metohiensis (Steindachner, 1901.) (Gatačka gaovica)
- Telestes miloradi (Boguckaja, Zupančič, Bogut & Naseka, 2012.)[2] (Konavoski pijor)
- Telestes montenigrinus (Vuković, 1963.)
- Telestes muticellus (Bonaparte, 1837.)
- Telestes pleurobipunctatus (Stephanidis, 1939.)
- Telestes polylepis (Steindachner, 1866.) (Svjetlica)
- Telestes souffia (A. Risso, 1827.)  (Blistavac)
- Telestes turskyi (Heckel, 1843.) (Turski klen)
- Telestes ukliva (Heckel, 1843.) (Cetinska ukliva)